# Justinián II.
Justinián II. Rhinotmetos (669 – 11. prosince 711, Sinop) byl byzantský císař vládnoucí v letech 685–695 a 705–711. Jeho otcem byl císař Konstantin IV., matkou císařovna Anastasia. Mladší Justiniánův bratr se jmenoval Herakleios.

## Úspěšná zahraniční politika

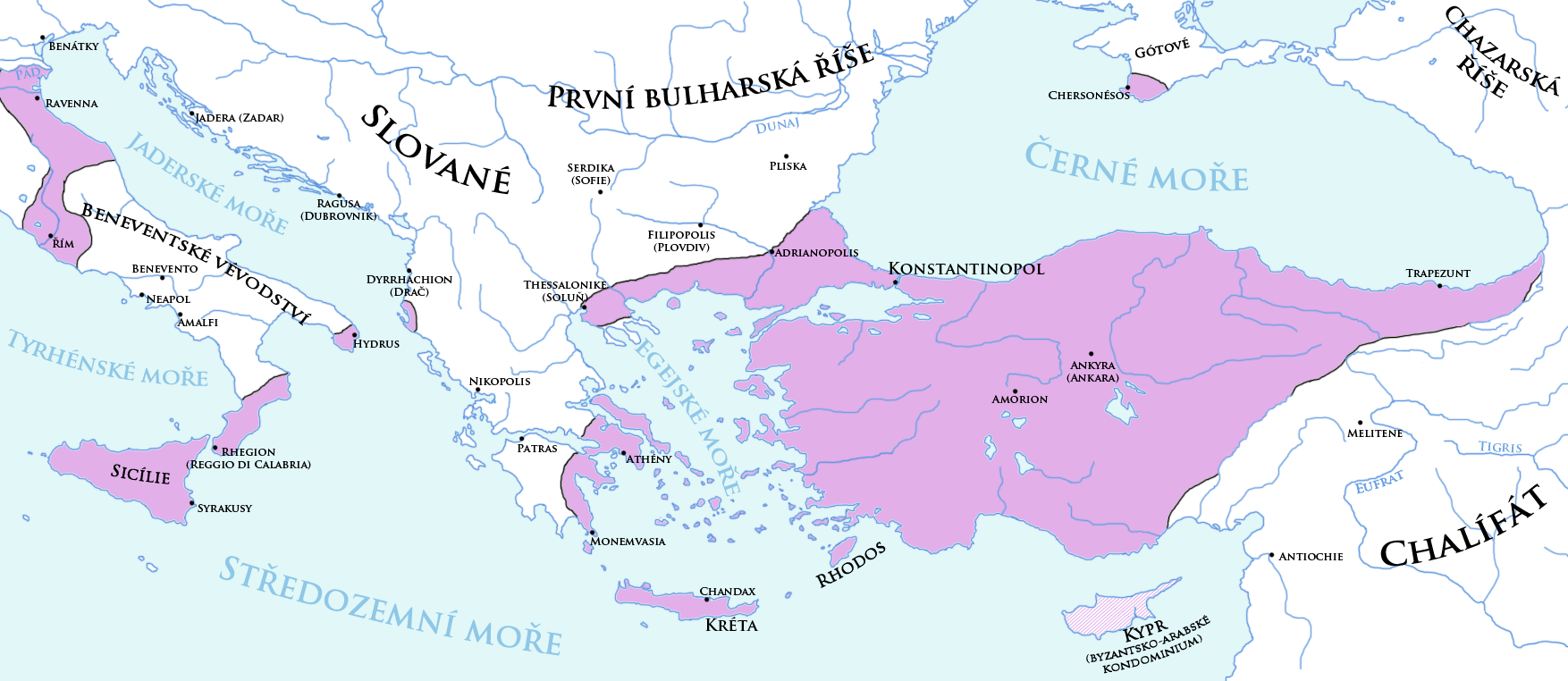
Byzantská říše na přelomu 7. a 8. století

Justiniánova vláda začala úspěšným tažením proti Arabům (686–687). Byzantské vojsko napadlo a vyplenilo Arménii a poté vtrhlo do Gruzie a Sýrie. Roku 688 požádal chalífa Abdulmalik o obnovení mírové smlouvy s Konstantinopolí. Na jejím základě došlo k navýšení poplatků Byzanci a rozdělení příjmů z Kypru a arménsko-kavkazské oblasti. Kypr se poté stal na 280 let demilitarizovanou nárazníkovou oblastí, která zůstala nadlouho ušetřena bouřlivých událostí té doby.
Justinián II. pokračoval velice energicky v politice rozšiřování thémní organizace, a to především na Balkáně na obranu proti Bulharům, kde vedle nedávno založeného thematu Thrakesion bylo zřízeno thema Hellas ve středním Řecku. Dříve zpustošené části říše byly nyní osídlovány rolníky a vojíny – stratioty. V roce 688 císař zorganizoval velké tažení proti bouřícím se Slovanům v okolí Soluně, kde pořádal doslova lov na zajatce, kteří pak byli přesídleni do maloasijského thematu Opsikion, vydrancovaného Araby. Do evropské části říše a na západní pobřeží Malé Asie byli naopak přestěhováni loupeživí křesťanští Mardaité z byzantsko-arabské hranice v Sýrii a Kilikii, která tak byla nebezpečně oslabena. Když se pak roku 692 císař pokusil přesídlit také obyvatelstvo Kypru, došlo k novému válečnému konfliktu s Araby.

## Vnitropolitické problémy a pád císaře Justiniána II.
Při prosazování svých politických opatření postupoval despotický Justinián II. velmi brutálně, a vzbuzoval tak stále větší odpor, který posilovala také velmi tvrdá daňová politika. Roku 695 byl sesazen vojevůdcem Leontiem, zohaven (byl mu useknut nos, jak napovídá jeho přízvisko Rhinotmetos – Beznosý) a poslán do vyhnanství. Justinián našel útočiště u chazarského kagana Busira, který mu na důkaz svého spojenectví dal kolem roku 700 za manželku svou vlastní sestru, která přijala křesťanské jméno Theodora. Po několika letech se svrženému císaři podařilo uprchnout do Bulharska a získat podporu nástupce chána Asparucha, významného bulharského vládce Tervela. Bulhaři přitáhli před Konstantinopol a lstí pronikli do města, kde pomohli svrženému císaři znovu na trůn. Justinián Tervela bohatě odměnil. Udělil mu titul kaisar, který byl velkou většinou vyhrazen pouze členům panovnické rodiny. Dále Bulharům odstoupil Zagorje, které mělo důležitý strategický význam pro zabezpečení hranice jejich země. Poté rozpoutal ve snaze pomstít se všem svým odpůrcům v zemi teror. Roku 711 byl znovu svržen a popraven.